# Cyrtomium fortunei
Cyrtomium fortunei är en träjonväxtart som beskrevs av John Smith. Cyrtomium fortunei ingår i släktet Cyrtomium och familjen Dryopteridaceae. Utöver nominatformen finns också underarten C. f. clivicola.

## Bildgalleri

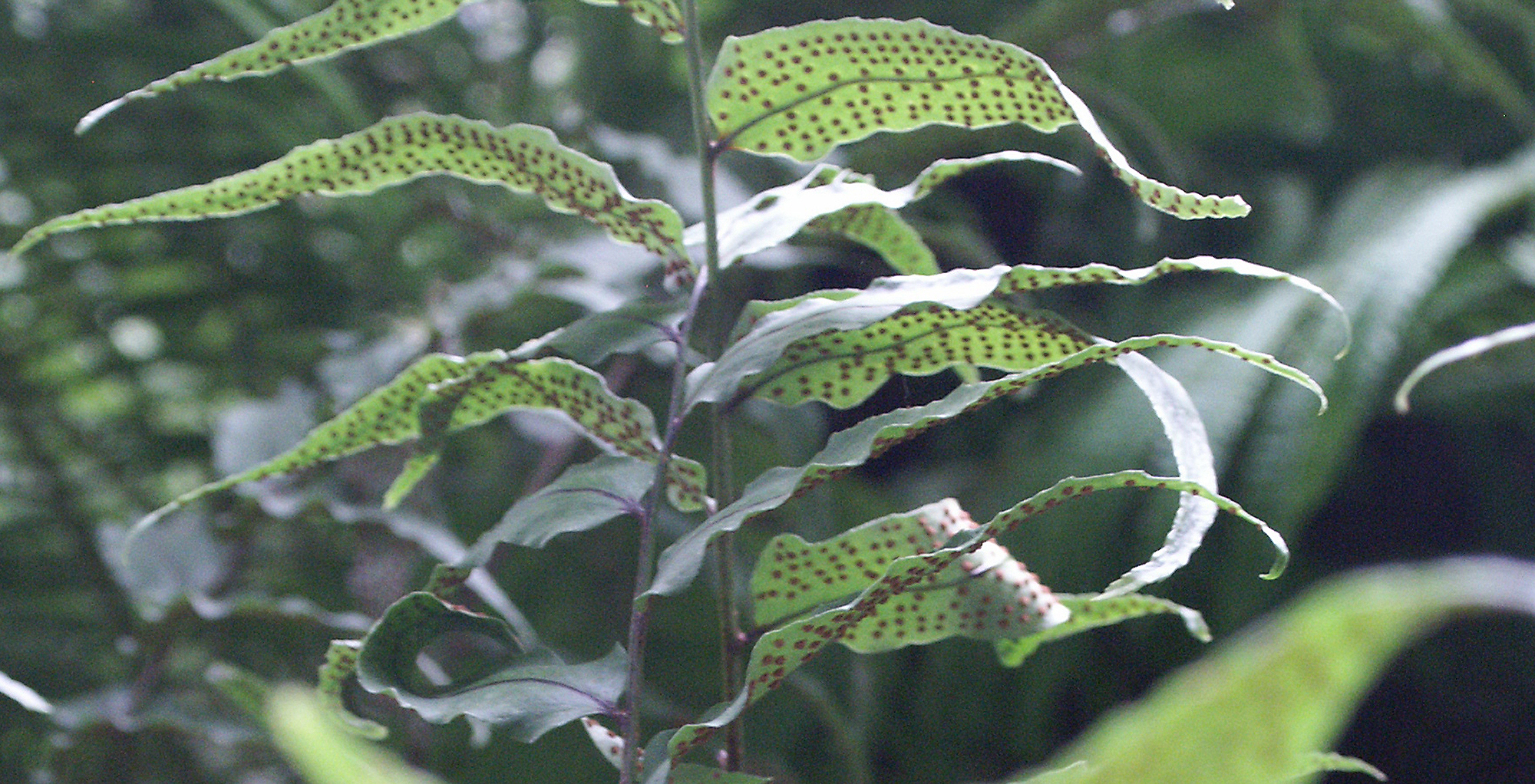
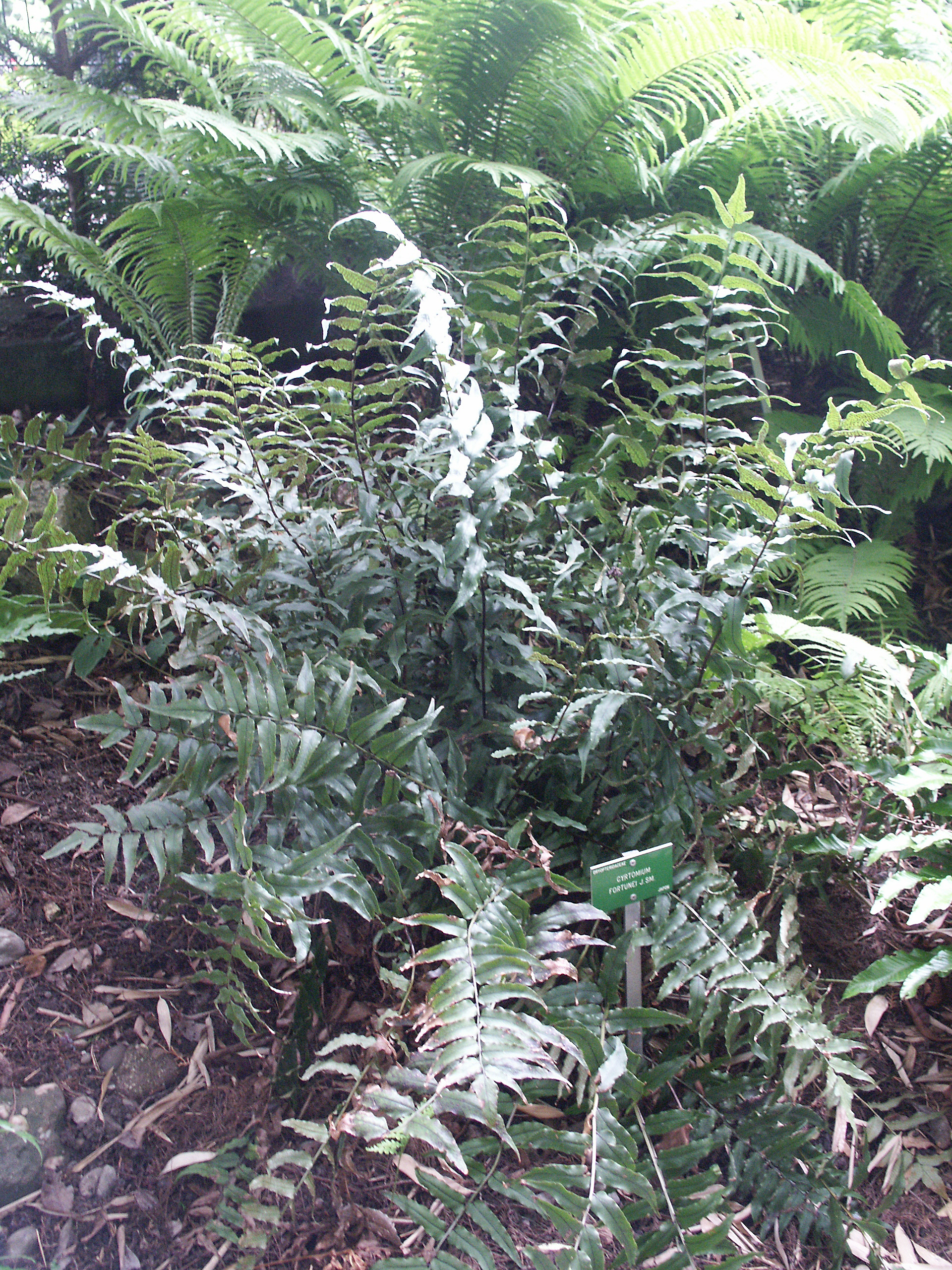
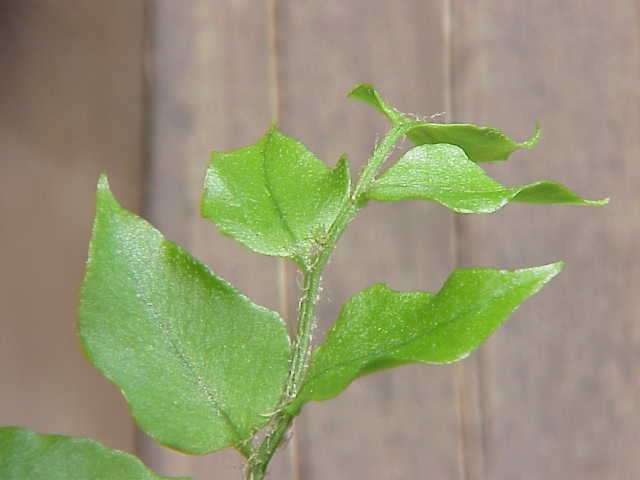
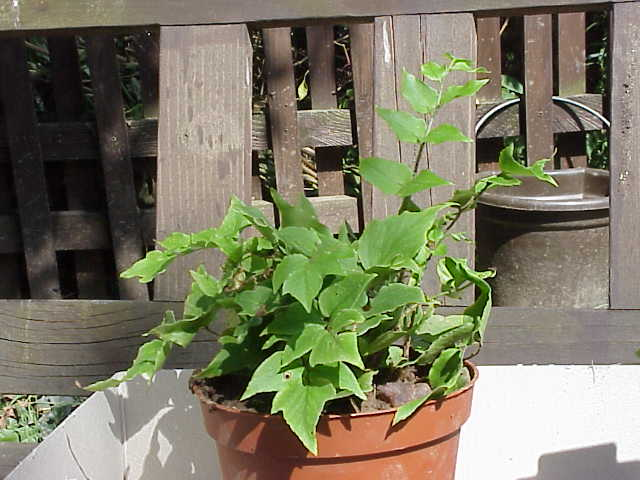
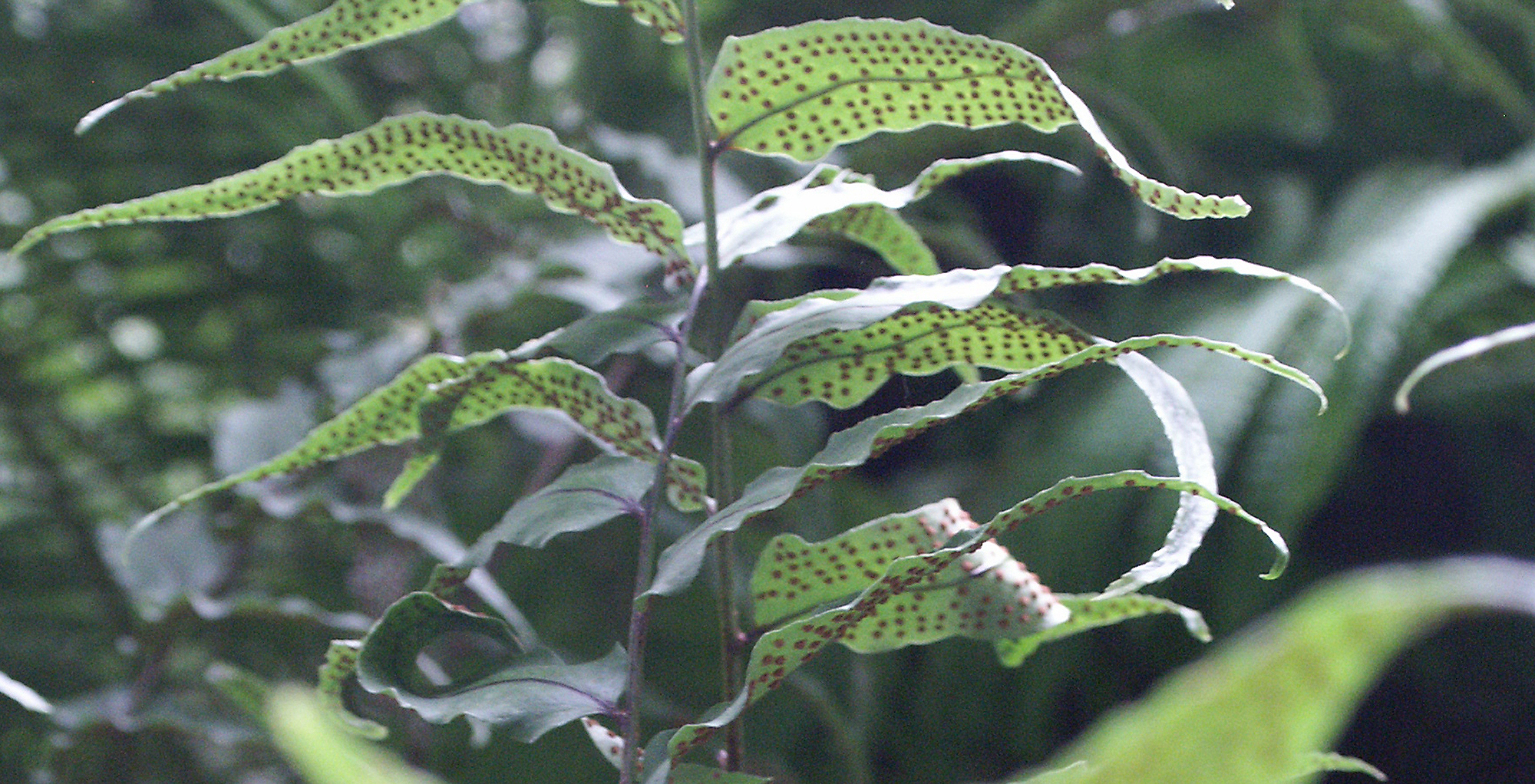